# 艾库贝尔
艾库贝尔 (Al-Qubair,或者 Qubair, Qubayr, al-Qubayr 与 al-Kubeir ) 是位于叙利亚哈马省的一处居民点。
2012年6月6日，该地许多村民死于艾库贝尔大屠杀中。